# Dercetisoma khonkaenicum
Dercetisoma khonkaenicum es una especie de insecto coleóptero de la familia Chrysomelidae. Fue descrita en 1989 por Kimoto.